# دينت دي فوليران
دينت دي فوليران (بالإنجليزية: Dent de Folliéran)‏ هو أحد جبال سلسلة جبال الألب البرنية وجزء من القمة الأم دينت دي برينليري يقع في كانتون فريبورغ، سويسرا. يبلغ ارتفاع الجبل حوالي 2340 متر، بينما يبلغ ارتفاع نتوء الجبل 226 متر.